# Іванівка (Богодухівський район)
Іва́нівка — село у Богодухівській міській громаді Богодухівського району Харківської області України.
- Поштове відділення:

## Географія
Через село протікає балка Косяківська - ліва притока річки Івани

## Історія
- 1997 рік — від села Улянівка відокремлена його прибережна частина, яка утворила село Іванівка.
- 12 червня 2020 року, відповідно до розпорядження Кабінету Міністрів України № 725-р «Про визначення адміністративних центрів та затвердження територій територіальних громад Харківської області», село увійшло до Богодухівської міської громади[1].
- 19 липня 2020 року, в результаті адміністративно-територіальної реформи та ліквідації Богодухівського району (1923—2020), село увійшло до складу новоутвореного Богодухівського району Харківської області[2].